# Donald Eugene Fields II
Donald Eugene Fields II (n. 9 de julio de 1964 en Kentucky, Estados Unidos) es un criminal estadounidense que fue buscado por tráfico sexual infantil. El 25 de mayo del 2023 el FBI lo incluyó en su lista de Los diez fugitivos más buscados por el FBI.

### Arresto
El 25 de enero de 2025, Fields fue capturado en Lady Lake, Florida, en una señal de tráfico.

### Recompensa
El FBI ofrecía mediante el programa de recompensas hasta $250 mil dólares por información que condujera a su arresto y/o condena.